# Rhabderemia parasitica
Rhabderemia parasitica är en svampdjursart som först beskrevs av Carter 1876.  Rhabderemia parasitica ingår i släktet Rhabderemia och familjen Rhabderemiidae. Inga underarter finns listade i Catalogue of Life.